# Криза в Московії в кінці 16 століття

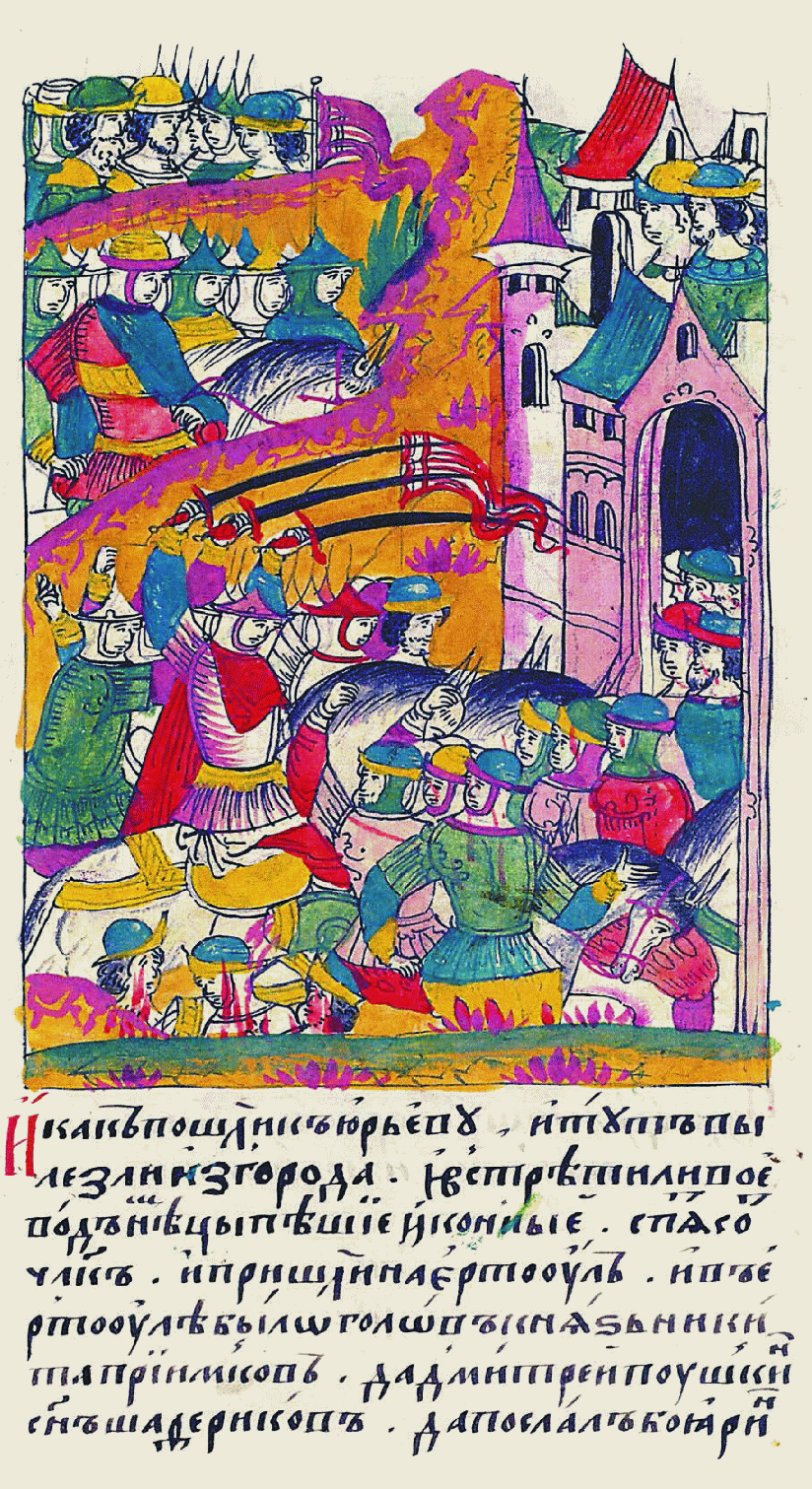
Лівонська війна була одним із тригерів кризи

Криза в Московському царстві в кінці 16 століття (Поруха) - події найтяжчої економічної кризи останніх років доби царювання Івана Грозного (1570-1580 роки), які стали наслідком Лівонської війни (1558-1583) та опричнини (1565-1572). Внаслідок цієї кризи відбувся масовий голод, депопуляція та занепад сільського господарства Московії. Цю кризу вважають однією із передвісників Смутного часу.

## Причини
Причинами кризи вважають непосильні витрати Московського царства на Лівонську війну на заході та проти татар на сході, посилені руйнуванням економіки, а також встановлення авторитарної влади московського царя Івана Грозного під час державного терору спричиненого опричниною. Одними із причин також вважаються вимирання частини селян внаслідок голоду та втеча частини селян у Надволжя, що призвело до нестачі робочої сили.

## Криза 1560-1570-х років
Криза почалася в середині 1560-х років внаслідок поганого урожаю 1567 року та значного зростання податків в попередні десятиліття, оскільки Московське царство вело дорогі війни проти татар на сході та проти Королівства Польщі та Шведської імперії на заході. Голод почався, коли ціни на зерно зросли у 8-10 разів і залишалися високими після чергового поганого врожаю наступного року.
Під час кризи запустіли найбільш розвинені в економічному плані центральні (район Москви) та північно-західні (район Новгорода та Пскова) регіони країни. У роки опричнини та Лівонської війни одна частина населення вимерла, інша утекла на південь та схід. Понад 50% ріллі, а місцями до 90%, залишалися необробленими. Різко зріс податковий тиск, сільське господарство втратило стійкість, і почався голод. У 1570-1571 роки на території Московського царства також почалася пандемія чуми. Незважаючи на заходи щодо локалізації спалахів, пандемія чуми поширилася в Центральній та Північній частинах Московії. Населення багатьох населених пунктів зникло, а також надходили численні повідомлення про канібалізм. Особливо постраждали міста із більш щільним населення, а деякі міста втратили майже усіх своїх жителів. У 1578 році в Коломні було лише 12 господарств (дворів), що платили податки, а в Муромі більшість господарств (дворів) і крамниць були пустими.
Погром Новгорода опричниками Івана Грозного сприяв поширенню кризи на північний захід. У рамках агресії війська Івана Грозного знищували по дорозі міста та випалювали поля, спустошивши до 90 відсотків орних земель навколо Новгорода. У поєднанні з неврожаями попередніх років, це призвело до величезної нестачі продовольства (і спричинило проблеми з постачанням Московії під час Лівонської війни). Вбивали як дворян, так і простих людей, а часті зміни власників землі негативно вплинули на економіку.
Криза значно послабила державу. Кримські татари пішли походом на васальну Московію в 1571 році, спаливши Москву, спустошивши значні території та забравши в рабство 100 000 полонених. У 1570-х роках попередні завоювання Московії в Лівонії були втрачені, а деякі додаткові території були втрачені Швеції.
Сучасники називали кризу порухою, що перекладалося як збиток, втрата чи лихо. Селяни Іосифово-Волоколамського монастиря пояснювали занедбання посівних земель із поєднанням епідемії чуми, татарських набігів, неврожаїв і великих податків.

## Наслідки

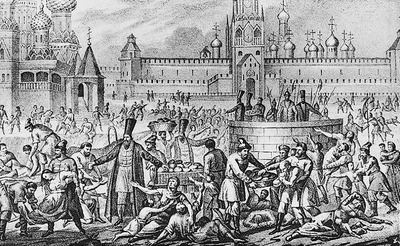
Борис Чоріков - «Голод у Москві за Бориса Годунова» (іл. з кн. «Живописний Карамзін», 1836)

Гостра фаза кризи минула, коли в 1584 році на престол вступив Федір I. Значна частка орних земель запустіла. Найбільше від війни, опричнини, голоду та епідемій постраждав Північний Захід. Населення Новгородської області скоротилося більш ніж на 80%, причому за даними Деревського повіту третина посівних земель спустіла через смертність. Підмосков'я зазнало походу кримських татар і там було занедбано 90% орних земель. В інших частинах навколо Підмосков'я  від 18 до 60 відсотків селянських наділів були покинуті через високу смертність і міграцію. Це була одна з найсильніших демографічних катастроф, які пережила Московія.
Внаслідок вимирання населення суттєво зросла заробітна плата та знизилася рента за землю. Заробітна плата робітників у Вологді і Іосифово-Волоколамському монастирі зросла в хлібному перерахунку в 2,5 рази. При цьому оброк і панщина зменшилися в 2-3 рази. Таким чином у землевласників, переважно служивого класу, впали доходи, і в багатьох маєтках взагалі не було селян. Московитська армія, що складалася частково з кінноти служивих людей, у результаті втратила половину своєї чисельності. Покріпачення посилилося після кризи правління Федора I і Бориса Годунова, коли дворянство намагалося прив'язати до землі решту селян. Суттєво зменшилися також державні податки, які сплачували селяни, і відповідно скоротилися державні доходи. Деякі історики кажуть, що криза призвела до масової міграції до чорноморських степів  та нещодавно завойованого Надволжя, тоді як інші вважають це малоймовірним, оскільки ці регіони зазнали вторгнень і повстань одночасно.
Відновлення було повільним, і деякі історики кажуть, що криза не закінчилася до кінця 16 століття. На думку Турчина і Нефьодова, диспропорція між зростаючою чисельністю еліти та зменшенням кількості селян не була усунена і стала однією з причин Смутного часу.